# Resta
Resta (biał. Рэста; ros. Реста) – stacja kolejowa w miejscowości Harbawiczy, w rejonie czauskim, w obwodzie mohylewskim, na Białorusi. Leży na linii Osipowicze – Mohylew – Krzyczew.
Nazwa pochodzi od przepływającej w pobliżu rzeki Rasty (biał. Раста; ros. Реста).